# Octinodes riveti
Octinodes riveti là một loài bọ cánh cứng trong họ Cebrionidae. Loài này được Fleutiaux miêu tả khoa học năm 1920.